# Ivor Broadis
Ivan Arthur Broadis, ismertebb nevén Ivor Broadis (Isle of Dogs, 1922. december 18. – 2019. április 12.) angol labdarúgó, csatár, majd edző.
Az angol válogatott tagjaként részt vett az 1954-es labdarúgó-világbajnokságon.